# جایزه فیلم‌های ورزشی نیکان برای بهترین فیلم خارجی
جایزه فیلم‌های ورزشی نیکان برای بهترین فیلم خارجی (انگلیسی: Nikkan Sports Film Award for Best Foreign Film)

## فهرست برندگان
| شماره | سال  | فیلم                           | کارگردان                      |
| ----- | ---- | ------------------------------ | ----------------------------- |
| ۱     | ۱۹۸۸ | آخرین امپراتور                 | برناردو برتولوچی              |
| ۲     | ۱۹۸۹ | مرد بارانی (فیلم ۱۹۸۸)         | بری لوینسون                   |
| ۳     | ۱۹۹۰ | روح (فیلم ۱۹۹۰)                | جری زاکر (کارگردان)           |
| ۴     | ۱۹۹۱ | رقصنده با گرگ‌ها                | کوین کاستنر                   |
| ۵     | ۱۹۹۲ | غریزه اصلی                     | پل ورهوفن                     |
| ۶     | ۱۹۹۳ | نابخشوده (فیلم ۱۹۹۲)           | کلینت ایستوود                 |
| ۷     | ۱۹۹۴ | فهرست شیندلر                   | استیون اسپیلبرگ               |
| ۸     | ۱۹۹۵ | سرعت (فیلم ۱۹۹۴)               | یان ده بونت                   |
| ۹     | ۱۹۹۶ | راه رفتن مرد مرده (فیلم)       | تیم رابینز                    |
| ۱۰    | ۱۹۹۷ | بیمار انگلیسی (فیلم)           | آنتونی مینگلا                 |
| ۱۱    | ۱۹۹۸ | محرمانه لس آنجلس (فیلم)        | کرتیس هنسن                    |
| ۱۲    | ۱۹۹۹ | الیزابت (فیلم)                 | شکهار کاپور                   |
| ۱۳    | ۲۰۰۰ | گلادیاتور (فیلم ۲۰۰۰)          | ریدلی اسکات                   |
| ۱۴    | ۲۰۰۱ | بیلی الیوت                     | استیون دالدری                 |
| ۱۵    | ۲۰۰۲ | اتاق پسر                       | نانی مورتی                    |
| ۱۶    | ۲۰۰۳ | پیانیست (فیلم)                 | رومن پولانسکی                 |
| ۱۷    | ۲۰۰۴ | آخرین سامورایی                 | ادوارد زوئیک                  |
| ۱۸    | ۲۰۰۵ | دختر میلیون دلاری              | کلینت ایستوود                 |
| ۱۹    | ۲۰۰۶ | کوهستان بروکبک                 | انگ لی                        |
| ۲۰    | ۲۰۰۷ | نامه‌هایی از ایووجیما           | کلینت ایستوود                 |
| ۲۱    | ۲۰۰۸ | جایی برای پیرمردها نیست (فیلم) | برادران کوئن                  |
| ۲۲    | ۲۰۰۹ | مادر (فیلم ۲۰۰۹)               | بونگ جون-هو                   |
| ۲۳    | ۲۰۱۰ | مهلکه                          | کاترین بیگلو                  |
| ۲۴    | ۲۰۱۱ | سخنرانی پادشاه                 | تام هوپر                      |
| ۲۵    | ۲۰۱۲ | دست‌نیافتنی‌ها                   | Olivier Nakache Éric Toledano |
| ۲۶    | ۲۰۱۳ | بینوایان (فیلم ۲۰۱۲)           | تام هوپر                      |
| ۲۷    | ۲۰۱۴ | منجمد (انیمیشن ۲۰۱۳)           | کریس باک جنیفر لی (فیلم‌ساز)   |
| ۲۸    | ۲۰۱۵ | شلاق (فیلم ۲۰۱۴)               | دیمین شزل                     |
| ۲۹    | ۲۰۱۶ | اسپات‌لایت (فیلم ۲۰۱۵)          | توماس مک‌کارتی (هنرپیشه)       |